# 玉淀

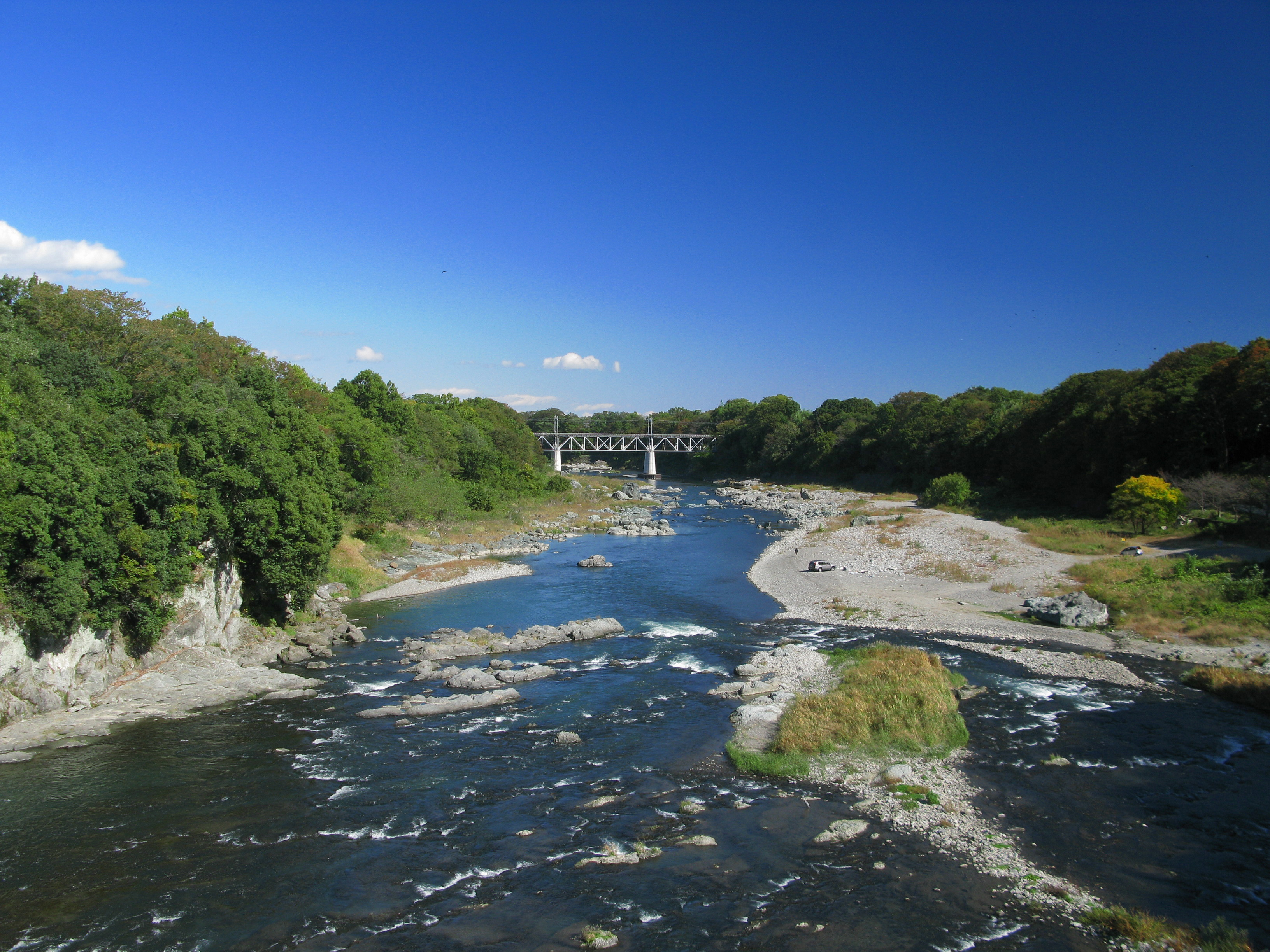
玉淀河原

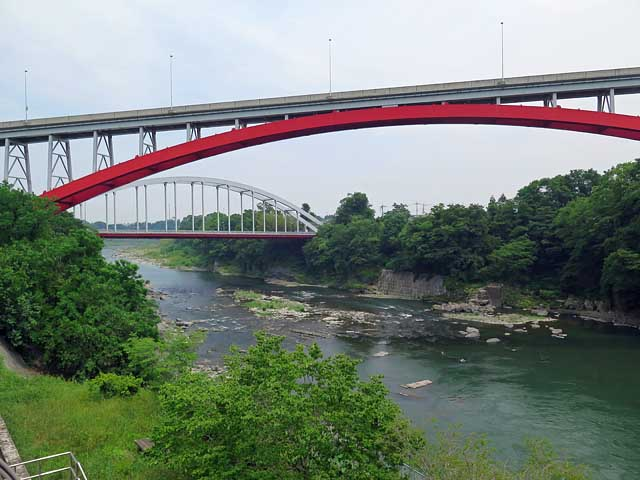
玉淀ダム下流、末野大橋

玉淀（たまよど）は、埼玉県寄居町に所在する県指定名勝。荒川中流域に位置する玉淀河原周辺の総称である。

## 概要
国の名勝である長瀞とともに「埼玉県立長瀞玉淀自然公園」を形成している。
毎年夏に玉淀河原周辺にて関東一の水祭りと言われている「寄居玉淀水天宮祭」が開催される。田山花袋が景色を絶賛したことで知られる。

## 施設など

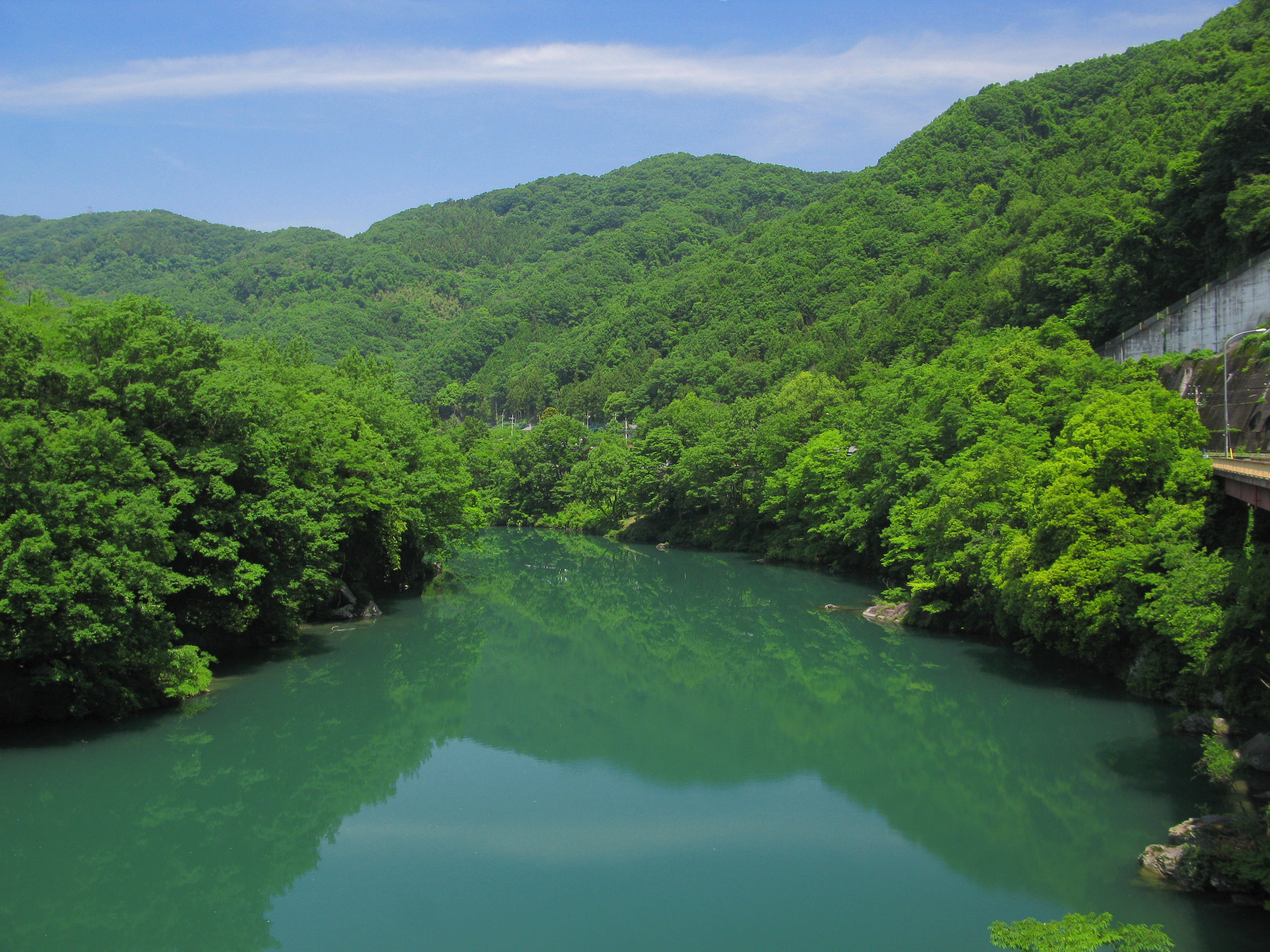
葉暮橋より望む玉淀湖

- 玉淀ダム
  - 玉淀湖
- 玉淀駅
- 玉淀大橋
- 寄居駅
- 鉢形城

- 波久礼駅